# Катерина (фильм, 1936)
«Катерина», в оригинале: «Катерина последняя» (нем. Katharine, die Letzte) — австрийская комедийная кинолента, выпущенная на экран в начале 1936 года. Забавная история о любви горничной Катерины и богатого бездельника Ганса. Постановку осуществил немец Герман Костерлиц, в будущем голливудский кинорежиссёр (в США: Генри Костер). Главную роль исполнила популярная в те годы венгерская актриса Франческа Гааль, до этого уже блеснувшая в двух фильмах Костерлица «Петер» (1934) и «Маленькая мама» (1935). Все три киноленты с большим успехом демонстрировались в прокате СССР.

## Сюжет
Катерина — смешная и весёлая горничная, которая так бедна, что ей приходится носить сабо в качестве обуви. Она не умеет ни читать, ни писать, но за ней вдруг начинает ухаживать симпатичный и приятный щеголеватый парень. Его зовут Ганс, он представился ей водителем богатого плейбоя. Ганс и есть тот самый плейбой. Он отпрыск богатых родителей и ведёт разгульную жизнь кутилы. И в настоящий момент его заинтересовала отнюдь не Катерина, а её хозяйка Сибилла Браун, дочь очень богатого промышленника. Но что делать, отец Сибиллы так «пасёт» свою дочь, что к ней не подступиться. Вот и решился Ганс на такой обманный ход. Переодевшись в робу своего водителя, он взялся приударить за служанкой Катериной, чтоб с её помощью иметь возможность проникнуть в дом к своей возлюбленной Сибилле. Но со временем Ганс влюбляется в симпатичную, хоть и такую забавную и простоватую Катерину.

## В ролях
- Франческа Гааль — Катерина
- Ганс Хольт — Ганс фон Герстиков
- Ганс Ольден — Эдуард, друг Ганса
- Отто Валльбург — Сикстус Браун, промышленный магнат
- Дороти Пооле — Сибилла Браун, его дочь
- Эрнст Веребеш — Тобби, слуга Ганса
- Эдуард Линкерс — Штайншнайдер, секретарь Брауна

## Премьеры
- Австрия — национальная премьера фильма состоялась 20 января 1936 года в Вене[1].
- — с 23 января 1936 года фильм шёл на киноэкранах Венгрии[1].
- СССР — в советском прокате с 3 апреля 1938 года. Субтитры — «Союзинторгкино», 1938 г.[2].
- СССР — на экранах СССР повторно демонстрировался с 5 февраля 1953 год уже как трофейный фильм вместе с целой обоймой зарубежных кинолент, вывезенных из побеждённой Германии. На сей раз фильм был заново субтитрован на к/ст. им. М. Горького, 1952, р/у 911/52[2].

## О фильме
«Катерина» — один из последних фильмов, в котором были задействованы талантливые немецкие эмигранты в Австрии. Им больше не разрешалось работать в гитлеровской Германии с 1933 года: режиссёр Костерлиц и его постоянный сценарист Феликс Йоахимсон (в Голливуде — Феликс Джексон), экранная дива — венгерская еврейка Франческа Гааль и её частый партнёр, также еврей родом из Берлина, актёр Отто Валльбург. Костерлиц, Йоахимсон и Гааль вскоре после этого проекта уехали в США, где с разной долей успеха продолжили карьеру в Голливуде. А Отто Валльбург отказался от поездки за океан и в 1944 году погиб в газовой камере концлагеря Освенцим. Всех четверых кинематографистов объединяло еврейское происхождение. Именно по этой причине демонстрация фильма была запрещена в национал-социалистической Германии. Погиб в концлагере Бухенвальд и также оставшийся в Австрии, актёр эпизода Пауль Морган (Paul Morgan, 1886—1938).
В отличие от нацистской Германии, где фильм был вообще запрещён, в СССР фильм демонстрировался, но и тут не обошлось без цензуры. Фильм урезали на 10 минут, изъяв из него благополучный конец на основании того, что брак между горничной и сыном миллионера невозможен даже в комедии. Зрители чувствовали, что картина обрывается, сами додумывали её счастливое окончание, но разочарования скрыть не могли.